# 社台ブルーグラスファーム
社台ブルーグラスファーム（しゃだいブルーグラスファーム）は、北海道沙流郡日高町字旭町23に所在する競走馬生産牧場で、社台ファームの分場である。日高ブルーグラスファームと表記されることもある。

## 概要
2003年開場。約100頭の繁殖牝馬と、約20頭の育成馬が在厩している。
功労馬厩舎が設置されており、種牡馬や繁殖牝馬を引退した社台ファーム関係の功労馬が繋養されている。

## 主な繋養馬

### 功労馬
- ローエングリン
種牡馬登録は抹消されていないが、2020年産以降の産駒がいないため、事実上の功労馬として繋養されている模様。
- スクリーンヒーロー
- ストロングリターン

## 過去の繋養馬

### 功労馬
- アグネスフライト[2]
- スカーレットブーケ（ダイワメジャー、ダイワスカーレットの母）[2]
- ダンスパートナー[2]
- プリンセスオリビア（トーセンラー、スピルバーグの母）[2]
- マルカシェンク[4]
- エアトゥーレ
- スティンガー